# Mój Jezus
Mój Jezus – trzeci album studyjny polskiej grupy muzycznej Deus Meus, wydany w 1997 roku nakładem Fundacji Veritas.
Na płycie, która ukazała się 1 czerwca 1997 roku, pojawiły się utwory utrzymane w różnych stylachː funk, reggae, calipso, rock, a także tradycyjna muzyka żydowska. W nagraniach wziął udział chór składający się z 24 osób. Przy powstaniu płyty współpracowaliː Marcin Pospieszalski, Robert Friedrich (utwór Niechaj zstąpi...), Leszek Możdżer (utwór Jezus, wychwalajmy Go), Paweł Golec (utwory Ogłaszamy oraz Pan jest wśród nas), Łukasz Golec, Joszko Broda, Michał Kulenty, Piotr Żyżelewicz, Mietek Szcześniak, Tomek Budzyński, Beata Bednarz (utwór Pan jest wśród nas), Sebastian Urban. Album nagrywano w lipcu i listopadzie 1996 roku w studiu nagrań „EXE” i kościele Arcybiskupiego Wyższego Seminarium Duchownego w Szczecinie oraz w lutym i maju 1997 roku w studiu nagrań „Psalm” w Warszawie. Ukazała się również kaseta magnetofonowa z nagraniami.

## Lista utworów
Na krążku znalazły się następujące utworyː
| Nr  | Tytuł utworu                             | Tekst                   | Muzyka                  | Długość |
| --- | ---------------------------------------- | ----------------------- | ----------------------- | ------- |
| 1.  | „Ogłaszamy Królestwo Boże w nas”         | Graham Kendrick         | Graham Kendrick         | 3:43    |
| 2.  | „Kocham, więc nie muszę się bać”         | R. Johnston             |                         | 4ː29    |
| 3.  | „Tyś jak skała, Tyś jak wzgórze”         | Wojciech Sówka          | Andrzej Mazurek         | 4:03    |
| 4.  | „Mój Jezus”                              | Krzysztof Szczypuła     | Krzysztof Szczypuła     | 4:35    |
| 5.  | „Święte Imię Jezus”                      | s. Franciszka Godlewska | s. Franciszka Godlewska | 4:36    |
| 6.  | „Alleluja”                               |                         |                         | 3:10    |
| 7.  | „Pan jest wśród nas”                     | Robert Cudzich          | Robert Cudzich          | 5:59    |
| 8.  | „Niechaj zstąpi Duch Twój”               | s. Franciszka Godlewska | s. Franciszka Godlewska | 4:45    |
| 9.  | „Jezus, wychwalajmy Go”                  | Beata Musiała           | Beata Musiała           | 5:52    |
| 10. | „Niech nas ogarnie łaska Panie Twa”      | Piotr Pałka             | Piotr Pałka             | 3:39    |
| 11. | „Gdybym przechodził przez ciemna dolinę” | Psalm 23                |                         | 3:46    |
|     |                                          |                         |                         | 44:12   |